# Национален отбор по футбол на Аржентина
Националният отбор по футбол на Аржентина представя своята страна на международните турнири и мачове по футбол. Управлява се от Аржентинската асоциация по футбол – главен ръководещ футболен орган на страната. Асоциацията е член на ФИФА от 1912 година и член на КОНМЕБОЛ от 1916 година.
Отборът на Аржентина е един от най-титулуваните в света: 3 пъти е световен шампион (1978, 1986, 2022) и 3 пъти – световен вицешампион (1930, 1990, 2014); 2 пъти е олимпийски шампион (златни медали от олимпиадите в Атина 2004 г., Пекин 2008 г.) и 2 пъти олимпийски вицешампион (сребърни медали от Амстердам 1928 г., Атланта 1996 г.).
Аржентина е държавата с най-големи успехи в континенталното първенство на Америка. Националният отбор е печелил 16 пъти Копа Америка и 15 пъти е бил втори в турнира. И двете постижения са рекорди. Аржентина е спечелила в Копа Америка най-много точки и най-много победи, с чувствителен аванс пред втория Уругвай. Отборът на Аржентина е отбелязал най-много голове, има най-добра голова разлика и най-висока успеваемост в мачовете от първенството с много голяма преднина пред втория.

## История
Първия си мач отборът на Аржентина играе с Уругвай на 16 май 1901 г. като гост и печели с 3:2 . На 20 юли 1902 г. Аржентина играе първия си официален мач – отново като гост в Монтевидео срещу Уругвай .
Аржентинският отбор в този мач е в състав: Хосе Бурка Лаофориас („Баракас“), Уилям Лесли („Килмс“), Валтер Бухенън („Алумни“), Едуардо Патрисио Дуган („Белграно“), Карлос Х. Бученан („Алумни“), Ернесто Браун („Алумни“), Едуард О. Морган („Килмс“), Хуан Хосе Мур (капитан) („Алумни“), Хуан О. Андерсън („Ломас“), Карлос Едгар Дикинсън („Белграно“), Хорхе Браун („Алумни“). Аржентина убедително побеждава Уругвай с резултат 6:0. Головете вкарват Дикинсон, Аримало, Морган, Карве Уриосте, Андерсон и Х. Браун.  Този мач е първият международен мач, изигран извън британските граници. Трябва да се отбележи, че Аржентина и Уругвай имат и рекорда за броя на изиграните мачове между двете страни. В богатата си история тези два отбора са се срещали повече от 180 пъти. 

През 1912 г. Аржентина става член на ФИФА и от 1916 г. е член на КОНМЕБОЛ. Първият успех, който Аржентина постига през 1916 г., е спечелен сребърен медал на първото южноамериканско континентално първенство. Една победа (6:1 срещу Чили) и две равенства (срещу Бразилия и Уругвай) са достатъчни само за втората позиция и сребро, докато златото е спечелено от Уругвай. 
Аржентина печели първия златен медал на шампионата на Южна Америка през 1921 г. като домакин в Буенос Айрес, след като има дотогава три сребърни и един бронзов. Аржентинците спечелват първото място с три победи от три мача без допуснат гол . Те завоюват следващия златен медал след четири години, отново като организатори на турнира . През следващата година взимат сребро , а първото си злато извън границите си завоюват в Перу .
До 1928 година отборът на Аржентина играе само в Южна Америка. Първият мач извън родния континент провежда в Лисабон с отбора на Португалия (0:0).

### Световно първенство
Аржентина е участвала на 16 световни първенства по футбол, като дебютира още на първото първенство, проведено в Уругвай през 1930 г. Там тя играе финал с домакините, който губи с 2:4. По-късно за тази загуба аржентинците обвиняват съдията Лангенус, който според безпристрастните наблюдатели е свирил мача отлично. 
Треньори са Франсиско Олазар и Хуан Хосе Трамутола, а звездата на отбора е Гилермо Стабиле, който става голмайстор на първенството с 8 гола.
През 1978 г. Аржентина е домакин на 11-о Световно първенство по футбол и на родна земя печели първата си световна титла по футбол. За да играе на финал, трябва да победи в последния мач от полуфиналните групи Перу с повече от 4 гола тъй като има равни показатели с Бразилия. Мачът завършва 6:0 за Аржентина и тя е на финал, а Бразилия отива на мач за трето място.
На финала срещу Нидерландия без Кройф домакините водят с 1:0 с гол на Кемпес през половината време на мача. Тоталният натиск на холандците води до гол с глава на Нанинга и удар в страничната греда на Хаан през последните 10 минути на редовното време. В продълженията аржентинците, подкрепяни от собствената публика, вкарват 2 гола и завоюват купата. Треньор тогава е Сесар Луис Меноти, а звездата на отбора е Марио Кемпес, който отбелязва 2 от трите гола на финала и става голмайстор на първенството.
На откриването на първенството в Испания през 1982 г. в най-посетения мач пред 95500 зрители на стадион Ноу Камп в Барселона, световните шампиони губят от Белгия с 0:1. Следва убедителна победа над Унгария с 4:1 и тук изгрява звездата на Диего Марадона, който вкарва 2 гола. Аржентина остава втора в предварителната група и се класира за втория кръг, но там попада в най-трудната група, губи и двата мача от фаворитите Италия (1:2) и Бразилия (1:3) и отпада от борбата. В срещата с Бразилия Марадона е изгонен с червен картон. Треньорът Меноти е запазил шампионското ядро на тима от преди 4 години начело с капитана Пасарела, който се е върнал към ролята си на атакуващ защитник и вкарва 2 гола, по колкото имат Бертони и Диас. Голмайсторът на последния шампионат Кемпес не е във форма и не отбелязва нито един гол, а в последните два мача е сменен. Като цяло отборът не е на шампионското ниво от предишното първенство. Появява се противоречие между Пасарела и Марадона, който започва да се стреми да го измести и да се наложи над всички като капитан. Отборът е разделен на два лагера около двамата лидери. Меноти така и не успява да разреши спора им. От следващата година треньор става Карлос Билардо, който налага по-защѝтен стил на игра и почти престава да включва в отбора Пасарела. Залага на Марадона, който се превръща в новия мотор на тима, но не успява да го класира за следващия мондиал без Пасарела. 
В квалификационната група за първенството през 1986 г. в Мексико Аржентина изпада в трудно положение пред опасността да изгуби и двата мача със съперника за първото място Перу и да не се класира директно. Под натиска на феновете Билардо извиква Пасарела в отбора за втория мач. При губещ резултат 1:2 на почивката като домакин, треньорът пуска Пасарела в игра през второто полувреме. Той атакува като дясно крило в 81-та минута и след голов удар и рикошет изравнява резултата, с което директно класира Аржентина за първенството.
 Личният конфликт между Пасарела и Марадона ескалира и преди началото на шампионата става открит с взаимни обвинения  в неетичност. Според Марадона, Пасарела го обвинява в наркомания, а той него – в похождения и доносничество. Пасарела не коментира публично скандала. За разлика отпреди четири години, вече целият отбор е на страната на Марадона. 
На финалния турнир Пасарела e в отбора, но треньорът не го пуска в игра и на негово място като централен защитник сполучливо играе Хосе Браун, а капитан на тима е Марадона. Отборът е много добре балансиран, играе силно и тактически зряло във всички срещи, а Марадона навлиза във върхова форма в стадия на директните елиминации. И трите последни мача на Аржентина (четвъртфинал, полуфинал и финал) се играят на препълнения стадион „Ацтека“ пред рекордните 114600 зрители. Марадона отбелязва всички голове в началото на второто полувреме в двата мача – на четвъртфинала срещу Англия (2:1) и на полуфинала срещу Белгия (2:0). Най-запомнящият се мач е четвъртфиналът между Аржентина и Англия. Марадона открива резултата с гол получил прозвището „Божията ръка“, а вторият му гол е обявен за „Гол на ХХ век“.
На финала срещу Германия през първото полувреме Аржентина повежда с 1:0 с гол на Браун, който се доказва за титулярно място. През второто полувреме Валдано увеличава на 2:0 и аржентинците запазват резултата още 19 минути. Германците усилват натиска и за 8 минути изравняват след ъглови удари, но Марадона след 3 минути организира бърза контраатака като с идеален пас от центъра извежда Буручага вдясно сам срещу вратаря Шумахер и той вкарва победния гол 7 минути преди края . Аржентина побеждава с 3:2 и печели своята втора световна титла. Марадона е награден със "Златната топка за най-добър играч на първенството. Пасарела става единственият аржентински футболист, който е двукратен световен шампион. Треньор на аржентинците, спечелили световната купа, е Карлос Билардо, един от най-успешните треньори на националния отбор.

Почти същият състав достига до финала и 4 години по-късно на шампионата в Италия, но този път Германия взема реванш с 1:0 след гол от несъществуваща дузпа в края на мача и за втори път аржентинците остават със сребърните медали от световно първенство по футбол.
На Мондиала в САЩ през 1994 г. Марадона е отново в отбора, отбелязва гол за победата над Нигерия, но положителна допинг-проба след мача го изважда от състава за последния двубой в групата. В него България побеждава световните вицешампиони с 2:0. Те се класират трети в групата и на осминафинала отпадат от Румъния с 2:3. Най-добрият футболист на тима е Фернандо Редондо, който попада сред резервите в идеалния отбор на първенството.

В същия отбор на следващия шампионат във Франция 1998 не е включен аржентинец, макар че Габриел Батистута е втори сред голмайсторите на турнира. Екипът на Аржентина получава гол в предпоследната минута на четвъртфинала с Нидерландия и отпада от борбата.

Световното първенство през 2002 г. e най-неуспешното за Аржентина. След като е сочен за фаворит преди началото, тимът печели само първия мач в групата и отпада като заема 18-о място.
На следващите 3 шампионата аржентинският отбор отпада от този на Германия. През 2006 г. завършва наравно 1:1 срещу домакините на четвъртфинала, но при дузпите отстъпва с 2:4. Роберто Аяла и Ернан Креспо са сред 23-та най-добри играчи на турнира. На следващия Мондиал 2010 в ЮАР срещу същия съперник отново на четвъртфинал губи с 0:4.

Световното първенство през 2014 г. в Бразилия е едно от най-успешните за отбора на „гаучосите“. След минимални победи в първите 5 мача, в оспорвани и равностойни двубои Аржентина завършва наравно 0:0 на полуфинала срещу Нидерландия след продължения и на финала срещу Германия в редовното време на финала. И двата мача са с много високо качество на футбола. Полуфинала Аржентина печели с 4:2 след дузпи, а финала губи с 0:1 след продължения и така завоюва за трети път сребърни медали от световно първенство. Лионел Меси е награден със Златната топка за най-добър играч на първенството, а защитникът Маркос Рохо е избран в идеалния символичен отбор на турнира.
На шампионата в Русия през 2018 г. Аржентина достига до осминафинала, където отпада с 3:4 от бъдещия шампион Франция.
В първата среща от финалния турнир на СП през 2022 г. в Катар отборът изненадващо губи от Саудитска Арабия с 1:2. Загубата мобилизира отбора и той подобрява играта си по възходяща линия докрая на първенството: победи над Мексико и Полша с по 2:0 и първо място в групата, на осминафинала 2:1 срещу Австралия, на четвъртфинала с Нидерландия 2:2 след продължения и 4:3 с дузпи, на полуфинала 3:0 срещу вицешампиона Хърватия. В един от най-силните световни футболни финали срещу действащия шампион Франция аржентинците надделяват през първото полувреме и повеждат с 2:0, но към края на мача за 2 минути допускат изравняване; отново повеждат в продълженията, но завършват 3:3. Реализират първите четири дузпи, спасяват една и след френски удар в гредата Аржентина побеждава с 4:2 и за трети път става световен шампион. Капитанът Лионел Меси на 35 години за пръв път вдига Световната купа и става първият футболист, награждаван 2 пъти със Златната топка за най-добър играч на първенството. Вратарят Емилиано Мартинес е награден със Златната ръкавица за най-добър вратар, а Енцо Фернандес – с наградата за най-добър млад футболист на шампионата.

## Представяне на големите форуми

### Световни първенства
| Финални турнири за Световно първенства | Финални турнири за Световно първенства | Финални турнири за Световно първенства | Финални турнири за Световно първенства | Финални турнири за Световно първенства | Финални турнири за Световно първенства | Финални турнири за Световно първенства | Финални турнири за Световно първенства | Финални турнири за Световно първенства |            | Квалификации за световно първенство | Квалификации за световно първенство | Квалификации за световно първенство | Квалификации за световно първенство | Квалификации за световно първенство | Квалификации за световно първенство |            |
| Год.                                   | Кръг                                   | Позиция                                | М                                      | П                                      | Р *                                    | З                                      | ВГ                                     | ДГ                                     | М          | П                                   | Р                                   | З                                   | ВГ                                  | ДГ                                  |                                     |            |
| -------------------------------------- | -------------------------------------- | -------------------------------------- | -------------------------------------- | -------------------------------------- | -------------------------------------- | -------------------------------------- | -------------------------------------- | -------------------------------------- | ---------- | ----------------------------------- | ----------------------------------- | ----------------------------------- | ----------------------------------- | ----------------------------------- | ----------------------------------- | ---------- |
| 1930                                   | Финал                                  | 2                                      | 5                                      | 4                                      | 0                                      | 1                                      | 18                                     | 9                                      | –          | –                                   | –                                   | –                                   | –                                   | –                                   |                                     |            |
| 1934                                   | Групова фаза                           | 9                                      | 1                                      | 0                                      | 0                                      | 1                                      | 2                                      | 3                                      | –          | –                                   | –                                   | –                                   | –                                   | –                                   |                                     |            |
| 1938                                   | Отказва се                             | Отказва се                             | Отказва се                             | Отказва се                             | Отказва се                             | Отказва се                             | Отказва се                             | Отказва се                             | Отказва се | Отказва се                          | Отказва се                          | Отказва се                          | Отказва се                          | Отказва се                          | Отказва се                          | Отказва се |
| 1950                                   | Отказва се                             | Отказва се                             | Отказва се                             | Отказва се                             | Отказва се                             | Отказва се                             | Отказва се                             | Отказва се                             | Отказва се | Отказва се                          | Отказва се                          | Отказва се                          | Отказва се                          | Отказва се                          | Отказва се                          | Отказва се |
| 1954                                   | Отказва се                             | Отказва се                             | Отказва се                             | Отказва се                             | Отказва се                             | Отказва се                             | Отказва се                             | Отказва се                             | Отказва се | Отказва се                          | Отказва се                          | Отказва се                          | Отказва се                          | Отказва се                          | Отказва се                          | Отказва се |
| 1958                                   | Групова фаза                           | 13                                     | 3                                      | 1                                      | 0                                      | 2                                      | 5                                      | 10                                     | 4          | 3                                   | 0                                   | 1                                   | 10                                  | 2                                   |                                     |            |
| 1962                                   | Групова фаза                           | 10                                     | 3                                      | 1                                      | 1                                      | 1                                      | 2                                      | 3                                      | 2          | 2                                   | 0                                   | 0                                   | 11                                  | 3                                   |                                     |            |
| 1966                                   | 1/4 финал                              | 5                                      | 4                                      | 2                                      | 1                                      | 1                                      | 4                                      | 2                                      | 4          | 3                                   | 1                                   | 0                                   | 9                                   | 2                                   |                                     |            |
| 1970                                   | Не се класира                          | Не се класира                          | Не се класира                          | Не се класира                          | Не се класира                          | Не се класира                          | Не се класира                          | Не се класира                          | 4          | 1                                   | 1                                   | 2                                   | 4                                   | 6                                   |                                     |            |
| 1974                                   | Групова фаза                           | 8                                      | 6                                      | 1                                      | 2                                      | 3                                      | 9                                      | 12                                     | 4          | 3                                   | 1                                   | 0                                   | 9                                   | 2                                   |                                     |            |
| 1978                                   | Шампион                                | 1                                      | 7                                      | 5                                      | 1                                      | 1                                      | 15                                     | 4                                      | –          | –                                   | –                                   | –                                   | –                                   | –                                   |                                     |            |
| 1982                                   | Групова фаза                           | 11                                     | 5                                      | 2                                      | 0                                      | 3                                      | 8                                      | 7                                      | –          | –                                   | –                                   | –                                   | –                                   | –                                   |                                     |            |
| 1986                                   | Шампион                                | 1                                      | 7                                      | 6                                      | 1                                      | 0                                      | 14                                     | 5                                      | 6          | 4                                   | 1                                   | 1                                   | 12                                  | 6                                   |                                     |            |
| 1990                                   | Финал                                  | 2                                      | 7                                      | 2                                      | 3                                      | 2                                      | 5                                      | 4                                      | –          | –                                   | –                                   | –                                   | –                                   | –                                   |                                     |            |
| 1994                                   | 1/8 финал                              | 10                                     | 4                                      | 2                                      | 0                                      | 2                                      | 8                                      | 6                                      | 8          | 4                                   | 2                                   | 2                                   | 9                                   | 10                                  |                                     |            |
| 1998                                   | 1/4 финал                              | 6                                      | 5                                      | 3                                      | 1                                      | 1                                      | 10                                     | 4                                      | 16         | 8                                   | 6                                   | 2                                   | 23                                  | 13                                  |                                     |            |
| 2002                                   | Групова фаза                           | 18                                     | 3                                      | 1                                      | 1                                      | 1                                      | 2                                      | 2                                      | 18         | 13                                  | 4                                   | 1                                   | 42                                  | 15                                  |                                     |            |
| 2006                                   | 1/4 финал                              | 6                                      | 5                                      | 3                                      | 2                                      | 0                                      | 11                                     | 3                                      | 18         | 10                                  | 4                                   | 4                                   | 29                                  | 17                                  |                                     |            |
| 2010                                   | 1/4 финал                              | 5                                      | 5                                      | 4                                      | 0                                      | 1                                      | 10                                     | 6                                      | 18         | 8                                   | 4                                   | 6                                   | 23                                  | 20                                  |                                     |            |
| 2014                                   | Финал                                  | 2                                      | 7                                      | 5                                      | 1                                      | 1                                      | 8                                      | 4                                      | 13         | 7                                   | 5                                   | 1                                   | 25                                  | 9                                   |                                     |            |
| 2018                                   | 1/8 финал                              | 16                                     | 4                                      | 1                                      | 1                                      | 2                                      | 6                                      | 9                                      | 18         | 7                                   | 7                                   | 4                                   | 19                                  | 16                                  |                                     |            |
| 2022                                   | Шампион                                | 1                                      | 7                                      | 4                                      | 2                                      | 1                                      | 15                                     | 8                                      | 17         | 11                                  | 6                                   | 0                                   | 27                                  | 8                                   |                                     |            |
| 2026                                   | TBD                                    | TBD                                    | TBD                                    | TBD                                    | TBD                                    | TBD                                    | TBD                                    | TBD                                    | 5          | 4                                   | 0                                   | 1                                   | 7                                   | 2                                   |                                     |            |
| 2030                                   | TBD                                    | TBD                                    | TBD                                    | TBD                                    | TBD                                    | TBD                                    | TBD                                    | TBD                                    | TBD        | TBD                                 | TBD                                 | TBD                                 | TBD                                 | TBD                                 |                                     |            |
| 2034                                   | TBD                                    | TBD                                    | TBD                                    | TBD                                    | TBD                                    | TBD                                    | TBD                                    | TBD                                    | TBD        | TBD                                 | TBD                                 | TBD                                 | TBD                                 | TBD                                 |                                     |            |
| Oбщо                                   | 3, 3                                   | 18/22                                  | 88                                     | 47                                     | 17                                     | 24                                     | 152                                    | 101                                    | 158        | 90                                  | 42                                  | 26                                  | 269                                 | 137                                 |                                     |            |

### Купата на Америка
До 2021 г. включително отборът на Аржентина участва в 43 от 47-те турнира за Купата на Америка, като от 187 мача има 120 победи, 35 мача наравно и 33 загуби. Не участва в Перу през 1939 г., в Бразилия през 1949 г., в Перу през 1953 г. и в Колумбия през 2001 г. Аржентина е на първо място по броя на спечелените точки (147) и техния относителен дял спрямо максимално възможния (70,4 %), броя на спечелените мачове (120), отношение победи/загуби (3,63), вкарани голове (473) и голова разлика (+291). Отборът е първи по броя на спечелените титли (16/15), първи (заедно с Уругвай) по броя на спечелените сребърни медали (15) и втори след Уругвай по броя на участията (43/45) и изиграните мачове (201/206).
През 2021 г. Аржентина спечелва Купата на Америка след като побеждава на финала домакина Бразилия с 1:0 с гол на Анхел ди Мария. Това е първата спечелена купа с отбора на регионални и световни първенства за капитана Лионел Меси. През 2024 г. Аржентина отново печели турнира след като побеждава на финала Колумбия с 1:0 с гол на Лаутаро Мартинес.
| Година | Класиране – място | Мачове | Победи | Равни | Загуби | Вкарани голове | Допуснати голове |
| ------ | ----------------- | ------ | ------ | ----- | ------ | -------------- | ---------------- |
| 1916   | 2                 | 3      | 2      | 1     | 0      | 6              | 1                |
| 1917   | 2                 | 3      | 2      | 0     | 1      | 5              | 3                |
| 1919   | 3                 | 3      | 2      | 1     | 0      | 7              | 7                |
| 1920   | 2                 | 3      | 1      | 2     | 0      | 4              | 2                |
| 1921   | 1                 | 3      | 3      | 0     | 0      | 5              | 0                |
| 1922   | 4                 | 4      | 2      | 0     | 2      | 6              | 3                |
| 1923   | 2                 | 3      | 2      | 0     | 1      | 6              | 6                |
| 1924   | 2                 | 3      | 1      | 2     | 0      | 2              | 0                |
| 1925   | 1                 | 4      | 3      | 1     | 0      | 11             | 4                |
| 1926   | 2                 | 4      | 2      | 1     | 1      | 14             | 3                |
| 1927   | 1                 | 3      | 3      | 0     | 0      | 15             | 4                |
| 1929   | 1                 | 3      | 3      | 0     | 0      | 9              | 1                |
| 1935   | 2                 | 3      | 2      | 0     | 1      | 8              | 5                |
| 1937   | 1                 | 5      | 4      | 0     | 1      | 12             | 5                |
| 1941   | 1                 | 4      | 4      | 0     | 0      | 10             | 2                |
| 1942   | 2                 | 6      | 5      | 0     | 1      | 21             | 6                |
| 1945   | 1                 | 6      | 5      | 1     | 0      | 22             | 5                |
| 1946   | 1                 | 5      | 5      | 0     | 0      | 17             | 3                |
| 1947   | 1                 | 7      | 6      | 1     | 0      | 28             | 4                |
| 1955   | 1                 | 5      | 4      | 1     | 0      | 18             | 6                |
| 1956   | 3                 | 5      | 3      | 0     | 2      | 5              | 3                |
| 1957   | 1                 | 6      | 5      | 0     | 1      | 25             | 6                |
| 1959   | 1                 | 6      | 5      | 1     | 0      | 19             | 5                |
| 1959   | 2                 | 4      | 2      | 1     | 1      | 9              | 9                |
| 1963   | 3                 | 6      | 3      | 1     | 2      | 15             | 10               |
| 1967   | 2                 | 5      | 4      | 0     | 1      | 12             | 3                |
| 1975   | 5                 | 4      | 2      | 0     | 2      | 17             | 4                |
| 1979   | 5                 | 4      | 1      | 1     | 2      | 7              | 6                |
| 1983   | 5                 | 4      | 1      | 3     | 0      | 5              | 4                |
| 1987   | 4                 | 4      | 1      | 1     | 2      | 5              | 4                |
| 1989   | 3                 | 7      | 2      | 3     | 2      | 2              | 4                |
| 1991   | 1                 | 7      | 6      | 1     | 0      | 16             | 6                |
| 1993   | 1                 | 6      | 4      | 2     | 0      | 6              | 4                |
| 1995   | 1/4 финал         | 4      | 2      | 0     | 2      | 8              | 6                |
| 1997   | 1/4 финал         | 4      | 1      | 2     | 1      | 4              | 3                |
| 1999   | 1/4 финал         | 4      | 2      | 0     | 2      | 6              | 6                |
| 2004   | 2                 | 6      | 4      | 0     | 2      | 16             | 6                |
| 2007   | 2                 | 6      | 4      | 0     | 2      | 16             | 6                |
| 2011   | 1/4 финал         | 4      | 1      | 3     | 0      | 5              | 2                |
| 2015   | 2                 | 6      | 3      | 3     | 0      | 10             | 3                |
| 2016   | 2                 | 6      | 5      | 1     | 0      | 18             | 2                |
| 2019   | 3                 | 6      | 3      | 1     | 2      | 7              | 6                |
| 2021   | 1                 | 6      | 5      | 2     | 0      | 12             | 3                |
| 2024   | 1                 |        |        |       |        |                |                  |

## Известни футболисти
- Абел Балбо 1988 – 1998
- Алехандро Сабеля 1983
- Алфио Базиле 1968 – 1973
- Алфредо Ди Стефано 1947
- Амадео Карисо 1954 – 1964
- Андрес д'Алесандро 2003 – 2011
- Антонио Анджелило 1955 – 1957
- Анхел Ди Мария 2008 –
- Ариел Ортега 1993 – 2010
- Габриел Батистута 1991 – 2002
- Габриел Милито 2000 – 2011
- Габриел Хайнце 2003 – 2010
- Гилермо Стабиле 1924 – 1934
- Гонсало Игуаин 2009 – 2018
- Даниел Бертони 1974 – 1982
- Даниел Пасарела 1976 – 1986
- Диего Марадона 1977 – 1994
- Диего Милито 2003 – 2011
- Диего Пласенте 1997 – 2005
- Диего Симеоне 1988 – 2002
- Ектор Енрике 1986 – 1989
- Ектор Зелада 1986
- Ектор Язалде 1970 – 1974
- Ерминио Масантонио 1935 – 1942
- Ернан Креспо 1995 – 2007
- Естебан Камбиасо 2000 – 2011
- Карлос Билардо 1959
- Карлос Тапия 1983 – 1986
- Карлос Тевес 2004 – 2015
- Клаудио Борхи 1983 – 1986
- Клаудио Каниджа 1987 – 2002
- Клаудио Лопес 1995 – 2003
- Леополдо Луке 1975 – 1981
- Лионел Меси 2005 –
- Луис Ислас 1984 – 1994
- Луис Монти 1924 – 1931
- Луис Артиме 1961 – 1967
- Макси Родригес 2003 – 2015
- Марио Кемпес 1973 – 1982
- Марсело Тробиани 1974 – 1986
- Мартин Палермо 1997 – 2011
- Матиас Алмейда 1996 – 2003
- Нестор Клаусен 1983 – 1988
- Нери Пумпидо 1983 – 1990
- Омар Корбата 1956 – 1962
- Омар Сивори 1956 – 1957
- Оскар Гаре 1983 – 1988
- Оскар Руджери 1983 – 1994
- Педро Паскули 1984 – 1987
- Педро Тролио 1987 – 1990
- Рамон Диас 1979 – 1982
- Рене Хоусеман 1973 – 1979
- Рикардо Бочини 1977 – 1986
- Рикардо Виля 1956 – 1957
- Рикардо Джусти 1986
- Роберто Аяла 1994 – 2007
- Роберто Перфумо 1964 – 1974
- Роберто Сенсини 1987 – 2003
- Сезар Луис Меноти 1963
- Серхио Агуеро 2006 – 2021
- Серхио Батиста 1985 – 1990
- Серхио Гойкоечеа 1988 – 1994
- Серхио Алмирон 1985 – 1986
- Силвио Мардзолини 1961 – 1970
- Убалдо Фильол 1974 – 1985
- Умберто Маскио 1956 – 1957
- Фернандо Редондо 1992 – 1999
- Хавиер Масчерано 2003 – 2018
- Хавиер Савиола 2000 – 2007
- Хавиер Санети 1994 – 2011
- Херардо Мартино 1991
- Херминио Масантонио 1935 – 1942
- Хорхе Буручага 1983 – 1990
- Хорхе Валдано 1975 – 1990
- Хосе Браун 1983 – 1989
- Хосе Кучуфо 1986 – 1989
- Хосе Морено 1936 – 1950
- Хосе Мария Минеля 1933 – 1941
- Хосе Санфилипо 1956 – 1962
- Хосе Чамот 1994 – 2002
- Хуан Пабло Сорин 1995 – 2006
- Хуан Рамон Роча 1975 – 1980
- Хуан Роман Рикелме 1997 – 2008
- Хуан Себастиан Верон 1996 – 2010
- Хулио Олартикоечея 1982 – 1990

## Състав

### 2018 г.
| №  | Име                | Позиция      | Дата на раждане     | Мачове | Голове | Отбор             |
| -- | ------------------ | ------------ | ------------------- | ------ | ------ | ----------------- |
| 1  | Серхио Ромеро      | вратар       | 22 февруари 1987 г. | 94     | 0      | Манчестър Юнайтед |
| 12 | Франко Армани      | вратар       | 16 октомври 1986 г. | 3      | 0      | Ривър Плейт       |
| 23 | Херонимо Рули      | вратар       | 20 май 1992 г.      | 1      | 0      | Реал Сосиедад     |
|    |                    |              |                     |        |        |                   |
|    |                    |              |                     |        |        |                   |
| 3  | Николас Таляфико   | защитник     | 31 август 1992 г.   | 10     | 0      | Аякс              |
| 4  | Фабрисио Бустос    | защитник     | 28 април 1996 г.    | 3      | 0      | Индепендиенте     |
| 6  | Херман Песела      | защитник     | 27 юни 1991 г.      | 4      | 0      | Фиорентина        |
| 8  | Маркос Акуня       | защитник     | 28 октомври 1991 г. | 12     | 0      | Спортинг          |
| 13 | Рамиро Фунес Мори  | защитник     | 5 март 1991 г.      | 21     | 1      | Виляреал          |
| 17 | Уолтър Канеман     | защитник     | 14 март 1991 г.     | 1      | 0      | Гремио            |
| 18 | Ренсо Саравиа      | защитник     | 16 юни 1993 г.      | 1      | 0      | Расинг            |
| 28 | Алън Франко        | защитник     | 11 октомври 1996 г. | 1      | 0      | Индепендиенте     |
| 30 | Леонел Ди Пласидо  | защитник     | 28 януари 1994 г.   | 0      | 0      | Ланус             |
|    |                    |              |                     |        |        |                   |
|    |                    |              |                     |        |        |                   |
| 5  | Леандро Паредес    | полузащитник | 29 юни 1994 г.      | 5      | 1      | Зенит             |
| 7  | Гонсало Мартинес   | полузащитник | 13 юни1993 г.       | 2      | 1      | Ривър Плейт       |
| 14 | Максимилиано Меса  | полузащитник | 15 януари 1992 г.   | 7      | 0      | Индепендиенте     |
| 15 | Сантиаго Аскасибар | полузащитник | 25 февруари 1997 г. | 1      | 0      | Щутгарт           |
| 16 | Родриго Баталя     | полузащитник | 12 юли 1991 г.      | 1      | 0      | Спортинг          |
| 20 | Джовани Ло Селсо   | полузащитник | 9 април 1996 г.     | 7      | 1      | Реал Бетис        |
| 24 | Франко Серви       | полузащитник | 26 май 1994 г.      | 2      | 0      | Бенфика           |
| 25 | Франко Васкес      | полузащитник | 22 февруари 1989 г. | 1      | 0      | Севиля            |
| 26 | Матиас Варгас      | полузащитник | 8 май 1997 г.       | 1      | 0      | Велес Сарсфийлд   |
| 29 | Есекел Паласиос    | полузащитник | 5 октомври 1998 г.  | 2      | 0      | Ривър Плейт       |
|    |                    |              |                     |        |        |                   |
|    |                    |              |                     |        |        |                   |
| 9  | Мауро Икарди       | нападател    | 19 февруари 1993 г. | 5      | 0      | Интер             |
| 11 | Анхел Кореа        | нападател    | 9 март 1995 г.      | 8      | 1      | Атлетико Мадрид   |
| 19 | Джовани Симеоне    | нападател    | 5 юли 1995 г.       | 2      | 1      | Фиорентина        |
| 21 | Пауло Дибала       | нападател    | 15 ноември 1993 г.  | 14     | 0      | Ювентус           |
| 22 | Кристиан Павон     | нападател    | 21 янууари 1996 г.  | 11     | 0      | Бока Хуниорс      |

### Състав за СП 2022 г.
В отбора на Аржентина, спечелил Световното първенство по футбол през 2022 г. участват следните 26 играчи: 

Вратари
- 1 – Франко Армани (Ривер Плейт)
- 12 – Херонимо Рули (Виляреал)
- 23 – Емилиано Мартинес (Астън Вила)

Защитници
- 2 – Хуан Фойт (Виляреал)
- 3 – Николас Талиафико (Олимпик Лион)
- 4 – Гонсало Монтиел (Севиля)
- 6 – Херман Пезела (Реал Бетис)
- 8 – Маркос Акуня (Севиля)
- 13 – Кристиан Ромеро (Тотнъм)
- 19 – Николас Отаменди (Бенфика)
- 25 – Лисандро Мартинес (Манчестър Юнайтед)
- 26 – Науел Молина (Атлетико Мадрид)

Полузащитници
- 5 – Леандро Паредес (Ювентус)
- 7 – Родриго де Паул (Атлетико Мадрид)
- 14 – Eсекиeл Паласиос (Байер 04 Леверкузен)
- 16 – Тияго Алмада (Атланта Юнайтед)
- 17 – Алехандро Гомес (Севиля)
- 18 – Гидо Родригес (Реал Бетис)
- 20 – Алексис Макалистър (Брайтън енд Хоув Албион)
- 24 – Енцо Фернандес (Бенфика)

Нападатели
- 9 – Хулиан Алварес (Манчестър Сити)
- 10 – Лионел Меси (Пари Сен-Жермен)
- 11 – Анхел Ди Мария (Ювентус)
- 15 – Анхел Кореа (Атлетико Мадрид)
- 21 – Пауло Дибала (Рома)
- 22 – Лаутаро Мартинес (Интер Милано)

### Идеален отбор за всички времена
1 – Амадео Карисо;

2 – Хавиер Санети; 3 – Роберто Аяла; 5 – Даниел Пасарела; 4 – Оскар Руджери;

6 – Хавиер Масчерано; 10 – Диего Марадона;

7 – Анхел Ди Мария; 8 – Алфредо ди Стефано; 9 – Лионел Меси; 11 – Габриел Батистута.

## Почетни листи
- До 19 юли 2023 година

| #  | Име               | Период      | Мача | Гола |
| -- | ----------------- | ----------- | ---- | ---- |
| 1  | Лионел Меси       | 2005 –      | 175  | 103  |
| 2  | Хавиер Масчерано  | 2003 – 2018 | 147  | 3    |
| 3  | Хавиер Санети     | 1994 – 2011 | 145  | 5    |
| 4  | Анхел Ди Мария    | 2008 –      | 131  | 29   |
| 5  | Роберто Аяла      | 1994 – 2007 | 115  | 7    |
| 6  | Диего Симеоне     | 1988 – 2002 | 104  | 11   |
| 7  | Серхио Агуеро     | 2006 – 2021 | 101  | 41   |
| 8  | Николас Отаменди  | 2009 –      | 101  | 4    |
| 9  | Оскар Руджери     | 1983 – 1994 | 97   | 7    |
| 10 | Серхио Ромеро     | 2009 – 2018 | 96   | 0    |
| 11 | Диего Марадона    | 1977 – 1994 | 91   | 34   |
| 12 | Ариел Ортега      | 1993 – 2010 | 87   | 17   |
| 13 | Габриел Батистута | 1991 – 2002 | 78   | 56   |
| 14 | Карлос Тевес      | 2004 – 2015 | 76   | 13   |
| 15 | Хуан Пабло Сорин  | 1995 – 2006 | 76   | 12   |

| #  | Име                 | Период      | Гола | Мача | Гола % |
| -- | ------------------- | ----------- | ---- | ---- | ------ |
| 1  | Лионел Меси         | 2005 –      | 103  | 175  | 0,59   |
| 2  | Габриел Батистута   | 1991 – 2002 | 56   | 78   | 0,72   |
| 3  | Серхио Агуеро       | 2006 – 2021 | 41   | 101  | 0,41   |
| 4  | Ернан Креспо        | 1995 – 2007 | 35   | 64   | 0,55   |
| 5  | Диего Марадона      | 1977 – 1994 | 34   | 91   | 0,37   |
| 6  | Гонсало Игуаин      | 2009 – 2018 | 31   | 75   | 0,41   |
| 7  | Анхел Ди Мария      | 2008 –      | 29   | 131  | 0,22   |
| 8  | Луис Артиме         | 1961 – 1967 | 24   | 25   | 0,96   |
| 9  | Леополдо Луке       | 1975 – 1981 | 22   | 45   | 0,49   |
| 9  | Даниел Пасарела     | 1976 – 1986 | 22   | 70   | 0,31   |
| 11 | Хосе Санфилипо      | 1956 – 1962 | 22   | 29   | 0,759  |
| 12 | Херминио Масантонио | 1935 – 1942 | 21   | 19   | 1,10   |
| 13 | Марио Кемпес        | 1973 – 1982 | 20   | 43   | 0,46   |

## Треньори
| \| Треньор \| Период \| \| ------------------------------------------- \| ------------------------------------- \| \| Хосе Лаго Милян · ОлИ, КА \| 1927 – 1928 \| \| Франсиско Олазар КА \| 1929 \| \| Франсиско Олазар / · Хуан Хосе Трамутола СП \| 1929 – 1930 \| \| ... \| 1930 – 1939 \| \| Гилермо Стабиле · 6 КА, ПШ \| 1939 – 1940, 1940 – 1958, 1959 – 1960 \| \| ... \| 1960 – 1963 \| \| Хосе Мария Минеля КН \| 1964 – 1965, 1965 – 1966, 1968 \| \| ... \| 1965 – 1972 \| \| Омар Сивори \| 1972 – 1973 \| \| ... \| 1973 – 1974 \| \| Сезар Луис Меноти \| 1974 – 1975 \| \| Мигел Антонио Хуарес \| 1975 \| \| Сезар Луис Меноти СП \| 1976 – 1979 \| \| Федерико Саки \| 1979 \| \| Сезар Луис Меноти \| 1980 – 1982 \| \| Карлос Билардо · , СП \| 1983 – 1990 \| \| Алфио Базиле · 2 КА, ККф \| 1991 – 1993 \| \| Рейналдо Мерло \| 1993 \| \| Алфио Базиле \| 1994 \| \| Даниел Пасарела · ККф, ОлИ \| 1994 – 1998 \| \| Клаудио Алехандро Вивас \| 1998 \| \| Марсело Биелса · ОлИ \| 1998 – 2004 \| \| Хосе Пекерман · ККф \| 2004 – 2006 \| \| Алфио Базиле · ОлИ, 2 КА, ККф, К-У \| 2006 – 2008 \| \| Диего Марадона \| 2008 – 2010 \| \| Серхио Батиста \| 2010 – 2011 \| \| Алехандро Сабея · СП \| 2011 – 2014 \| \| Херардо Мартино \| 2014 – 2016 \| \| Едгардо Бауса \| 2016 – 2017 \| \| Хорхе Сампаоли \| 2017 – 2018 \| \| Лионел Скалони · СП, КА, К-У \| 2018– \| |                                       |
| Треньор | Период                                |
| Хосе Лаго Милян · ОлИ, КА | 1927 – 1928                           |
| Франсиско Олазар КА | 1929                                  |
| Франсиско Олазар / · Хуан Хосе Трамутола СП | 1929 – 1930                           |
| ... | 1930 – 1939                           |
| Гилермо Стабиле · 6 КА, ПШ | 1939 – 1940, 1940 – 1958, 1959 – 1960 |
| ... | 1960 – 1963                           |
| Хосе Мария Минеля КН | 1964 – 1965, 1965 – 1966, 1968        |
| ... | 1965 – 1972                           |
| Омар Сивори | 1972 – 1973                           |
| ... | 1973 – 1974                           |
| Сезар Луис Меноти | 1974 – 1975                           |
| Мигел Антонио Хуарес | 1975                                  |
| Сезар Луис Меноти СП | 1976 – 1979                           |
| Федерико Саки | 1979                                  |
| Сезар Луис Меноти | 1980 – 1982                           |
| Карлос Билардо · , СП | 1983 – 1990                           |
| Алфио Базиле · 2 КА, ККф | 1991 – 1993                           |
| Рейналдо Мерло | 1993                                  |
| Алфио Базиле | 1994                                  |
| Даниел Пасарела · ККф, ОлИ | 1994 – 1998                           |
| Клаудио Алехандро Вивас | 1998                                  |
| Марсело Биелса · ОлИ | 1998 – 2004                           |
| Хосе Пекерман · ККф | 2004 – 2006                           |
| Алфио Базиле · ОлИ, 2 КА, ККф, К-У | 2006 – 2008                           |
| Диего Марадона | 2008 – 2010                           |
| Серхио Батиста | 2010 – 2011                           |
| Алехандро Сабея · СП | 2011 – 2014                           |
| Херардо Мартино | 2014 – 2016                           |
| Едгардо Бауса | 2016 – 2017                           |
| Хорхе Сампаоли | 2017 – 2018                           |
| Лионел Скалони · СП, КА, К-У | 2018–                                 |

## България – Аржентина
| Дата       | Място        | Събитие       | Отбор     | Резултат | Отбор    | ФИФА |
| ---------- | ------------ | ------------- | --------- | -------- | -------- | ---- |
| 30.05.1962 | Ранкагуа     | Световно п-во | Аржентина | 1:0      | България | Да   |
| 29.30.1978 | Буенос Айрес | Приятелски    | Аржентина | 3:1      | България | Да   |
| 25.04.1979 | Буенос Айрес | Приятелски    | Аржентина | 2:1      | България | Да   |
| 09.10.1980 | Буенос Айрес | Приятелски    | Аржентина | 2:0      | България | Да   |
| 05.05.1982 | Буенос Айрес | Приятелски    | Аржентина | 2:1      | България | Да   |
| 10.06.1986 | Мексико сити | Световно п-во | Аржентина | 2:0      | България | Да   |
| 30.06.1994 | Далас        | Световно п-во | Аржентина | 0:2      | България | Да   |
| 14.02.1995 | Мендоса      | Приятелски    | Аржентина | 4:1      | България | Да   |
| 10.03.1998 | Буенос Айрес | Приятелски    | Аржентина | 2:0      | България | Да   |